# Sydostasiatiska mästerskapet i fotboll för damer
Sydostasiatiska mästerskapet i fotboll för damer, även AFF-mästerskapet och ASEAN-mästerskapet, är en regional fotbollsturnering som organiseras av ASEAN Football Federation (AFF), vilken är en del av den asiatiska fotbollskonfederationen AFC.

## Nationer
- Australien
- Brunei
- Filippinerna
- Indonesien
- Kambodja
- Laos
- Malaysia
- Myanmar
- Singapore
- Thailand
- Vietnam
- Östtimor

Även andra lag har deltagit, genom inbjudan,  Japans U23 och Kinesiska Taipei från östasiens fotbollsförbund, Jordanien från västasiens fotbollsförbund och Maldiverna från sydasiens fotbollsförbund.

## Resultat
| År   | Värdnation   | Vinnare      | Tvåa             | Trea           | Fyra           |
| ---- | ------------ | ------------ | ---------------- | -------------- | -------------- |
| 2004 | Vietnam      | Burma        | Vietnam B        | Vietnam        | Indonesien     |
| 2006 | Vietnam      | Vietnam      | Kinesiska Taipei | Thailand       | Burma          |
| 2007 | Burma        | Burma        | Thailand         | Vietnam        | Malaysia       |
| 2008 | Vietnam      | Australien   | Vietnam          | Thailand       | Burma          |
| 2011 | Laos         | Thailand     | Burma            | Vietnam        | Laos           |
| 2012 | Vietnam      | Vietnam      | Burma            | Thailand       | Laos           |
| 2013 | Burma        | Japan U23    | Australien U20   | Vietnam        | Burma          |
| 2015 | Vietnam      | Thailand     | Burma            | Australien U20 | Vietnam        |
| 2016 | Burma        | Thailand     | Vietnam          | Burma          | Australien U20 |
| 2018 | Indonesien   | Thailand     | Australien U20   | Vietnam        | Myanmar        |
| 2019 | Thailand     | Vietnam      | Thailand         | Myanmar        | Filippinerna   |
| 2022 | Filippinerna | Filippinerna | Thailand         | Myanmar        | Vietnam        |